# Comuna Krîvonosivka, Seredîna-Buda
Krîvonosivka (în ucraineană Кривоносівка) este o comună în raionul Seredîna-Buda, regiunea Sumî, Ucraina, formată din satele Borovîci, Hîlciîci, Krîvonosivka (reședința) și Taborîșce.

## Demografie
Componența lingvistică a comunei Krîvonosivka
     Ucraineană (61,99%)
     Rusă (38,01%)
Conform recensământului din 2001, majoritatea populației comunei Krîvonosivka era vorbitoare de ucraineană (61,99%), existând în minoritate și vorbitori de rusă (38,01%).